# Ockrabröstad kattfågel
Ockrabröstad kattfågel (Ailuroedus stonii) är en fågel i familjen lövsalsfåglar inom ordningen tättingar.

## Utseende och läte
Ockrabröstad kattfågel är en stor och knubbig tätting. Distinkt svart hjässa kontrasterar med vitt på kind och strupe, med mycket små svarta fläckar. En suddig och spräcklig svart krage förenas med svarta hjässan i nacken. På buk och bröst är den ockrafärgad, med små svarta fläckar som blir mindre nedåt buken. Fågeln liknar svartkronad kattfågel, men är mindre, har vit kind och ses på lägre höjd. Bland lätena hörs ett ringande ljust "chink!".

## Utbredning och systematik
Ockrabröstad kattfågel förekommer i låglänta skogar på Nya Guinea. Den delas in i två underarter med följande utbredning:
- Ailuroedus stonii cinnamomeus – södra Nya Guinea, från Mimika River till övre Fly River och området kring Kutubusjön; ej rapporterad från Trans-Fly
- Ailuroedus stonii stonii – sydöstra Nya Guinea från övre Purari River österut utmed kusten till Amazon Bay; ej rapporterad från Trans-Fly

Tidigare betraktades den som en del av vitörad kattfågel (A. buccoides).

## Status
Internationella naturvårdsunionen IUCN erkänner den inte som art, varför den inte placeras i någon hotkategori. 